# Atari 2600 Basic Programming
BASIC Programming ist ein Steckmodul für die Computer-Spielkonsole Atari VCS 2600, das von Warren Robinett entwickelt und im Jahr 1979 von Atari veröffentlicht wurde. Damit war es dem Nutzer möglich, Programme in einem vereinfachten BASIC-Dialekt zu schreiben und auszuführen. Neben dem Modul enthielt die Verpackung zwei Atari Keyboard Controller samt Überlegefolie mit den aufgedruckten Befehlen, die als Tastatur zur Eingabe dienten. Ein Abspeichern der Programme war nicht möglich. Durch den ausgesprochen kleinen Arbeitsspeicher des Atari VCS 2600 von nur 128 Byte waren die Programmiermöglichkeiten beschränkt: ein BASIC-Programm konnte maximal neun Programmzeilen mit insgesamt höchstens 63 Zeichen beinhalten. Alternativ wurde von dem Dritthersteller Spectravideo das Spectravideo CompuMate SV-010 angeboten. In diesem Computer Add-On waren u. a. mehr Arbeitsspeicher und eine bessere Tastatur enthalten.